# Валтер фон Хюрнхайм-Хохалтинген
Валтер фон Хюрнхайм-Хохалтинген (на немски: Walter von Hürnheim-Hochaltingen; † 1512/1520) е благородник от швабския род фон Хюрнхайм, господар на Хохалтинген (част от Фремдинген) в Бавария.
Той е син на Ханс фон Хюрнхайм-Хохалтинген († сл. 1509) и съпругата му Урсула фон Тройхтлинген. Внук е на Валтер фон Хюрнхайм-Хохалтинген († сл. 1464) и Урсула фон Фрайберг († 1450). Правнук е на Конрад фон Хюрнхайм-Хохалтинген (†
1435/1438), който е син на Вилхелм фон Хюрнхайм-Хохалтинген († 1397) и Ита фон Геролдсек († сл. 1429) и внук на Конрад фон Хюрнхайм-Хохалтинген († сл. 1397) и Анна фон Рехберг.

## Фамилия
Валтер фон Хюрнхайм-Хохалтинген се жени за Доротея фон Велден († 13 август 1561). Те имат две деца:
- Анна фон Хюрнхайм († 5 май 1567), омъжена за Хайнрих Буркхард фон Папенхайм († 24 февруари 1547), син на Александер фон Папенхайм († 1511) и Барбара фон Алербах
- Ханс Валтер фон Хюрнхайм († 18 август 1557)